# Trình bày
Trình bày (tiếng Pháp: exposition) còn gọi là phần mở đầu là một trong những thành phần của cốt truyện, giữ chức năng giới thiệu hoàn cảnh xã hội, môi trường, điều kiện làm nảy sinh xung đột của tác phẩm, giới thiệu lai lịch, tình hình lúc đầu của nhân vật trước khi xung đột của cốt truyện triển khai.
Ví dụ: phần trình bày của Truyện Kiều là đoạn giới thiệu về gia thế và tài sắc của hai chị em Thúy Kiều. Cuộc sống ngột ngạt, mòn mỏi và vô nghĩa trong một xóm thợ ở vùng ngoại ô được miêu tả ở chương I là phần trình bày của tiểu thuyết Người mẹ của Go-rơ-ki. Chương I, chương II và chương III là phần trình bày của cốt truyện Tắt đèn.
Trong các tác phẩm cụ thể, phần trình bày có thể được tác giả đặt ở các vị trí khác nhau: ở đầu tác phẩm, sau khai đoan (thắt nút) và có khi ở cuối tác phẩm. Phần trình bày có thể được tác giả giới thiệu tập trung hoặc xen dần vào các thành phần khác của cốt truyện. Dù được đặt ở đâu, phần trình bày cũng là một thành phần quan trọng, có ý nghĩa về mặt nội dung trong toàn bộ quá trình diễn biến của cốt truyện.